# Promicrogaster spilopterus
Promicrogaster spilopterus är en stekelart som beskrevs av Nixon 1965. Promicrogaster spilopterus ingår i släktet Promicrogaster och familjen bracksteklar. Inga underarter finns listade i Catalogue of Life.